# Unión civil en Costa Rica
Las uniones civiles en Costa Rica entre personas del mismo sexo son permitidas y reconocidas por ley, reconocidas por el Poder Ejecutivo mediante decreto N.º 38999 del 17 de mayo de 2015 (aplicando sólo a instituciones públicas) y por el Juzgado de Familia por sentencia del 1 de junio de 2015 en interpretación del artículo 4 de la Ley General de la Persona Joven que establece: El derecho al reconocimiento, sin discriminación contraria a la dignidad humana, de los efectos sociales y patrimoniales de las uniones de hecho que constituyan de forma pública, notoria, única y estable sin especificar géneros. Sin embargo, no hay todavía un cuerpo normativo que regule las uniones del mismo sexo de manera particular. Se aprobó lo siguiente ley el 26 de mayo de 2020. Existen dos proyectos en proceso de tramitación. El Proyecto de Ley de Unión Civil entre personas del mismo sexo se encuentra presentado ante la Asamblea Legislativa de Costa Rica desde el 27 de septiembre de 2006 bajo el número de expediente 16.390. En el proyecto se reconoce el derecho de las personas del mismo sexo a unirse civilmente para llevar la vida en común, para la cooperación y el mutuo auxilio.
Se caracteriza especialmente porque un grupo de ciudadanos pide al Tribunal Supremo de Elecciones que convoque un referéndum para determinar su aprobación o rechazo, generando una amplia discusión en torno a la posibilidad de que por medio de este mecanismo se decida un tema de esta naturaleza. El abogado Esteban Quirós Salazar, en representación de la población homosexual del país, presenta un recurso de inconstitucionalidad ante la Sala Constitucional de Costa Rica; esta lo acoge y declara ilegal la posibilidad de un referéndum que decida el futuro del proyecto bajo el número de expediente 16.390. De haberse aprobado esa solicitud, se hubiera unido con las elecciones para alcaldes, síndicos y concejales a celebrarse el 5 de diciembre de 2010.
Posteriormente, varios diputados presentaron en abril de 2010 un proyecto alternativo llamado Ley de Sociedades de Convivencia que simplifica el primero, eliminando, entre otras cosas, la celebración de una ceremonia para otorgar el consentimiento. Este proyecto se tramita bajo el número N°17.668.

## Expedientes

### Expediente N°16.390 «Ley de Unión Civil entre personas del mismo sexo»

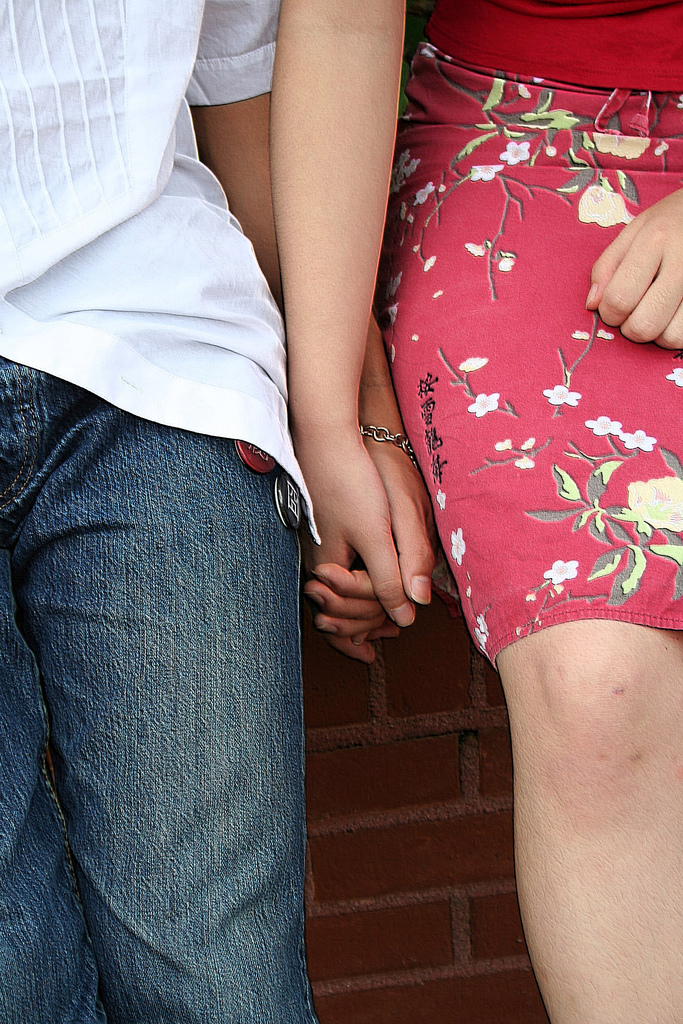
En el proyecto de uniones civiles en Costa Rica se reconoce el derecho de las personas del mismo sexo a unirse civilmente para llevar la vida en común, para la cooperación y el mutuo auxilio

El proyecto de Ley 16.390 es presentado ante la Asamblea Legislativa el 27 de septiembre de 2006 por los legisladores Ana Helena Chacón Echeverría (PUSC), José Merino del Río (FA) y Carlos Manuel Gutiérrez Gómez (ML), durante la administración del presidente Óscar Arias Sánchez (2006-2010). El proyecto es enviado a la Comisión Especial de Derechos Humanos y sale publicado en La Gaceta N°214 de 8 de noviembre de 2006.
En la exposición de motivos que encabeza el proyecto se dan las razones para promover esta legislación, señalándose entre otros argumentos lo siguiente:
Se intenta dar un trato igualitario y no denigrante a las personas mayores de 18 años que, por propia voluntad, han decidido conformar un vínculo afectivo en la construcción de un proyecto de vida, donde a menudo se ven lesionados los derechos, por cuanto la ausencia legal de tal reconocimiento posibilita que terceras personas impidan el bienestar de las dos personas por razones de enfermedad o fallecimiento de uno de las dos, y además hace que cuando el vínculo se rompe una de las dos pueda quedar en total desfavorecimiento de esa construcción de proyecto de vida juntos.
El Proyecto de ley N°16.390 consta de tres Capítulos. El primero es para los aspectos generales de la Unión Civil, el segundo para regular la Unión de Hecho y el tercero para las reformas necesarias a otra legislación conexa con la materia.

#### Capítulo 1
En el primer capítulo se reconoce el derecho de las personas del mismo sexo a unirse civilmente para llevar la vida en común, para la cooperación y el mutuo auxilio. Se establece un consentimiento formal y público, ante el Juzgado Civil de Menor Cuantía, señalando también de forma expresa los impedimentos.
Se dispone además que la unión civil se celebrará ante la persona competente y en presencia de dos testigos mayores de edad, que sepan leer y escribir. Los contrayentes deben expresar su voluntad de unirse civilmente, cumplido lo cual el celebrante declarará que están unidos civilmente. De todo se levantará un acta que firmarán el celebrante, los contrayentes, si pueden, y los testigos del acto. A los contrayentes se les entregará copia del acta firmada por el celebrante. El celebrante debe enviar, dentro de los ocho días siguientes a la celebración de la unión civil, copia autorizada de dicha acta y los documentos requeridos en el artículo 9 de la presente Ley al Registro Civil.
El proyecto de ley señala que las personas contrayentes comparten la responsabilidad y el gobierno de su casa. Conjuntamente deben regular los asuntos domésticos. Asimismo, están obligadas a respetarse, a guardarse fidelidad y a socorrerse mutuamente. Deben vivir en un mismo hogar, salvo que motivos de conveniencia o de salud para alguna de ellas justifique residencias distintas. Conjuntamente deben sufragar los gastos que demande su unión en forma proporcional a sus ingresos. Se regulan capitulaciones, liquidación anticipada de gananciales, rescisión de la Unión Civil, pensión alimentaria y separación judicial o por mutuo acuerdo.

#### Capítulo 2
En el capítulo segundo se regula la Unión de Hecho, estableciendo como requisitos que debe ser pública, notoria, única y estable, por más de dos años, entre personas del mismo sexo que posean aptitud legal para contraer unión civil, surtiendo todos los efectos patrimoniales propios de la unión civil formalizada legalmente. Cualquiera de las personas convivientes o quienes las hereden, podrán solicitar por la vía civil el reconocimiento de la unión de hecho. La acción se tramitaría por la vía del proceso abreviado, regulado en el Código Procesal Civil y caducará en dos años a partir de la ruptura de la convivencia o de la muerte de la persona causante.

#### Capítulo 3
Se reforman varias leyes, como el Código Civil, para incluir a las personas en Unión Civil como herederos, la Ley de Migración y Extranjería, el Código Notarial, la Ley orgánica del Tribunal Supremo de Elecciones y del Registro Civil, el Código Penal, y el Código Procesal Civil de Costa Rica.

### Expediente N°17.668 «Ley de Sociedades de Convivencia»
El proyecto de Ley 17.668 es presentado ante la Asamblea Legislativa el 27 de septiembre de 2006 por los mismos tres legisladores que anteriormente habían presentado el proyecto N°16.390, —Ana Helena Chacón Echeverría (PUSC), José Merino del Río (FA) y Carlos Manuel Gutiérrez Gómez (ML)—, agregándose en esta ocasión dos diputados más: Sergio Alfaro Salas y Alberto Salom Echeverría (ambos del PAC), durante la administración del presidente Óscar Arias Sánchez (2006-2010). En el artículo 1 de este proyecto de ley se menciona lo siguiente:
El Estado reconoce y protege la pareja en sociedad de convivencia, que es la conformada por dos personas mayores de edad del mismo sexo que poseerán los derechos y deberes personales y patrimoniales que se le establezcan conforme a nuestro ordenamiento jurídico, siempre y cuando la sociedad de convivencia se encuentre debida y legalmente inscrita y vigente en el Registro Nacional.
El proyecto consta de 7 artículos, incluyendo las modificaciones de otros textos legales conexos. la categoría jurídica que se confiere es la un «régimen patrimonial especial», por el que los bienes que adquiera durante la convivencia cada persona conviviente, sus rentas, frutos, usufructos y demás beneficios económicos que produzcan, pertenecerán a cada una de las personas individualmente, pero en el caso de disolución y liquidación de la sociedad de convivencia pertenecerán a ambas personas en partes iguales, salvo pacto en contrario en escritura pública. Se regulan otros beneficios o derechos como los siguientes:

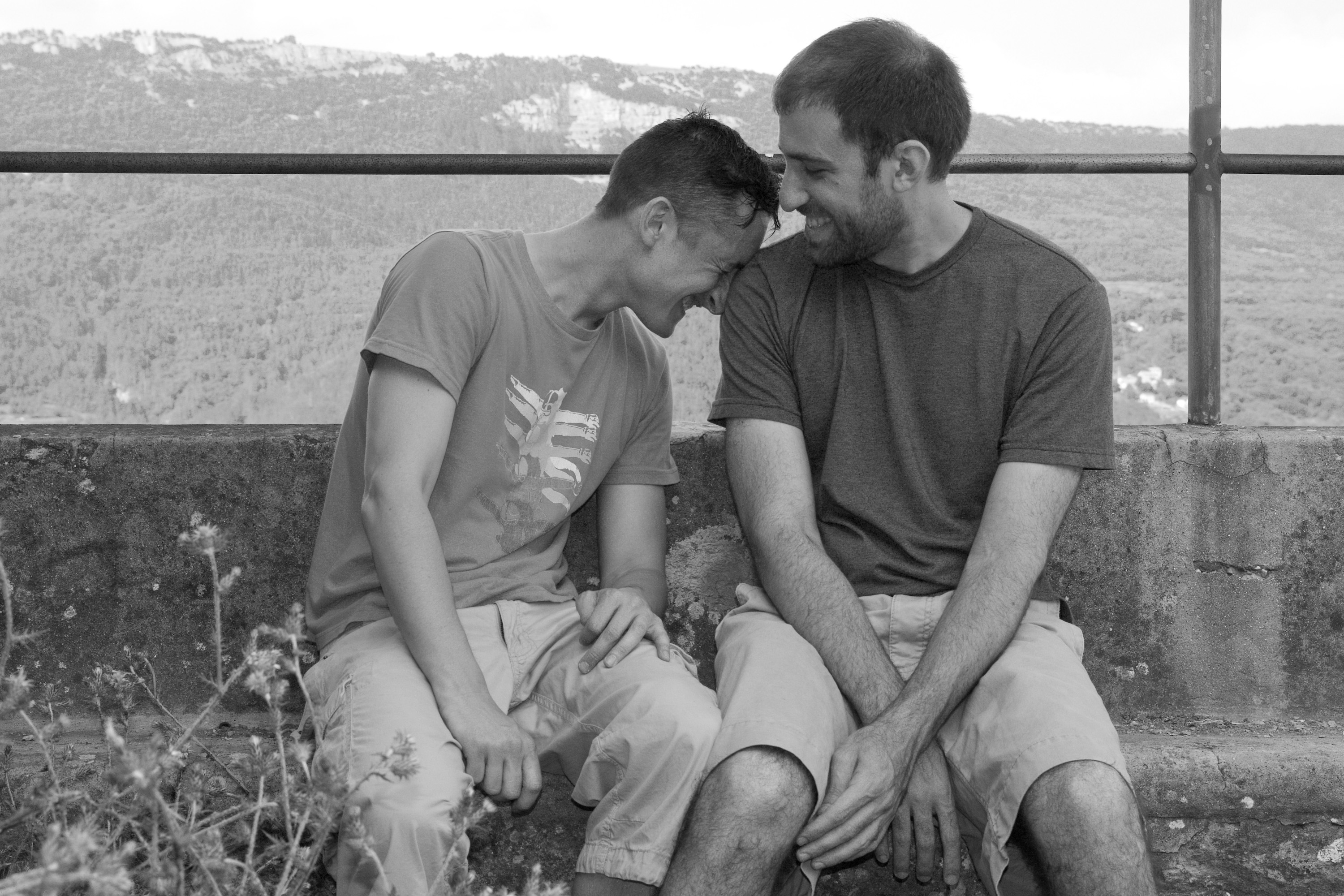
Se intenta dar un trato igualitario y no denigrante a las personas mayores de 18 años que, por propia voluntad, han decidido conformar un vínculo afectivo en la construcción de un proyecto de vida (Proyecto de Ley 16.390).

1. De los beneficios del sistema de seguridad social, del sistema financiero nacional para la vivienda y el resto de prestaciones estatales.
2. De herencia legal, que únicamente podrá ser variada en testamento;
3. De permiso laboral por fallecimiento del otro conviviente.
4. A prestar consentimiento informado sobre decisiones en temas de salud cuando su conviviente no pueda darlo por sí mismo.
5. A ser beneficiarios mutuos de seguros y mutualidades.
6. A la visita especial del conviviente en caso de hospitalización o privación de la libertad del otro.
7. A obtener financiamientos comunes.
8. A ejercer la curatela del conviviente.
9. A que cada conviviente pueda continuar como titular del arrendamiento de la casa de habitación, en caso de que el otro conviviente arrendante fallezca, o se disuelva y liquide la sociedad.
10. A obtener la residencia de la persona conviviente costarricense.
11. A someter, por escritura pública, la vivienda propia compartida por la sociedad a un régimen de protección, en el que no le afectará deudas sino son contraídas por ambos convivientes.
12. A alimentos mutuos.

El proyecto establece que el régimen patrimonial especial de las parejas en sociedades de convivencia se disolverá y liquidará por los siguientes causales y medios:
1. Por mutuo acuerdo.
2. Por muerte de alguna de las personas que constituyeron la sociedad.
3. Por decisión judicial, a petición de cualquiera de las personas que constituyen la sociedad.

La disolución y liquidación de este régimen patrimonial especial por mutuo acuerdo se realizará en escritura pública. Cuando no exista mutuo acuerdo, haya muerte de alguna de las personas que constituye la sociedad, se busque el reconocimiento de la sociedad de convivencia de hecho, o por cualquiera controversia sobre la aplicación de la Ley, se acudirá al juez civil de menor cuantía del lugar en el cual hayan convivido o del domicilio de la parte demandada.
Finalmente, se mantiene el reconocimiento de la «sociedad de hecho», de la siguiente manera:
La pareja en sociedad de convivencia de hecho pública, notoria, única y estable, por más de tres años, entre personas con aptitud legal para ello, surtirá todos los efectos patrimoniales propios de la sociedad de convivencia constituida legalmente, al finalizar por cualquier causa. El reconocimiento judicial de la pareja en sociedad de convivencia de hecho retrotraerá sus efectos patrimoniales a la fecha en que se inició esa relación.

## Posición del Presidente Óscar Arias Sánchez
Siendo Óscar Arias Sánchez candidato presidencial, en enero de 2006, el periodista Ismael Venegas, de La Nación, le pregunta si apoyaría el matrimonio entre homosexuales, a lo cual Arias responde:
La unión de hecho sí, pero el matrimonio no. Eso implicaría una discusión eterna con la Iglesia.
El 7 de abril de 2010, a un mes de terminar su mandato, el periodista de La Nación, Álvaro Murillo, le pregunta su opinión sobre el mismo tema, estando presentado ante la Asamblea Legislativa un proyecto de ley para aprobar las uniones civiles entre personas del mismo sexo y Arias indicó lo siguiente:
Sí debería tener reconocimiento legal. Uno no escoge la inclinación sexual. Eso lo da la naturaleza o Dios. Uno no lo escoge, ni los hombres ni las mujeres.
Va contra la naturaleza creer que alguien se siente a pensar a los 14 años si será heterosexual u homosexual. Son cosas que envía Dios y que sencillamente tenemos que evolucionar y aceptarlas.

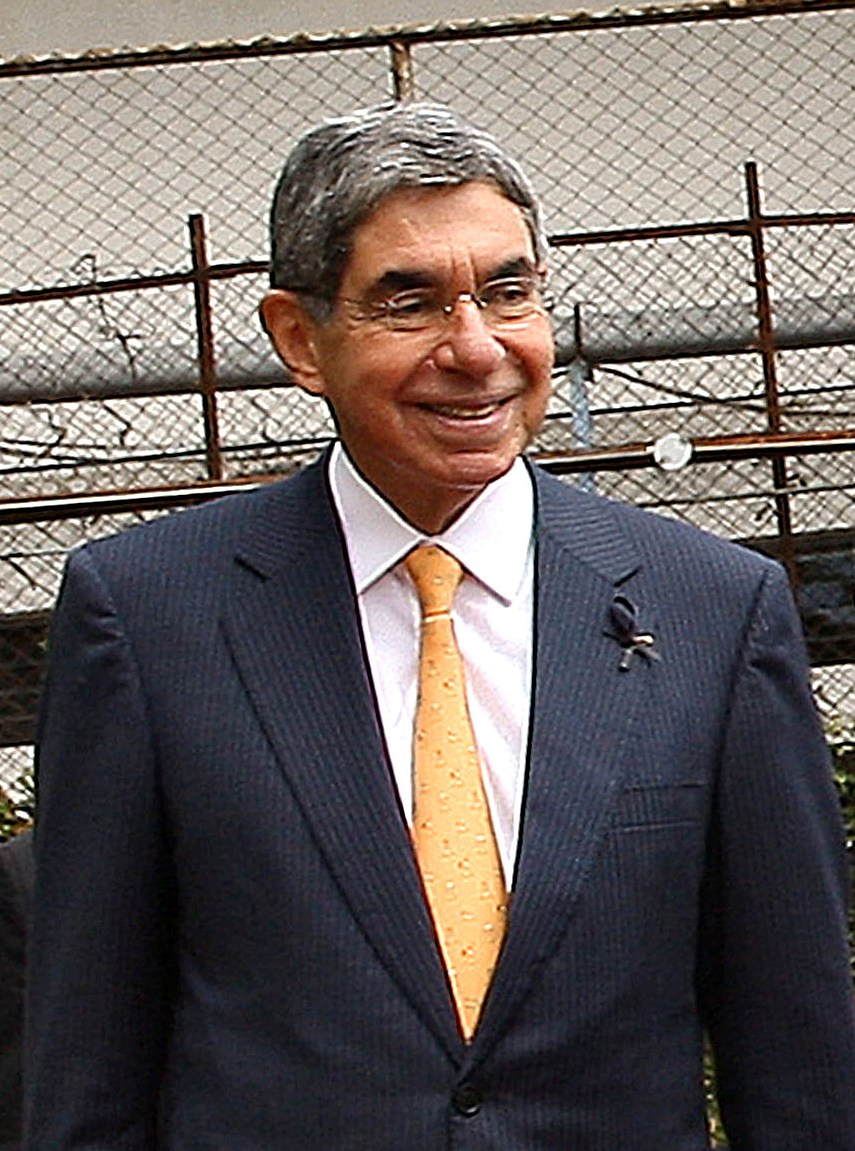
El Presidente de Costa Rica y Premio Nobel de la Paz (1987) Óscar Arias Sánchez (2006-2010) se manifestó públicamente en 2010 a favor de reconocer legalmente las uniones entre personas del mismo sexo.

Al día siguiente, el 8 de abril de 2010, el hermano del presidente Arias y ministro de la Presidencia en ejercicio, Rodrigo Arias Sánchez, se aparta de esa posición, manifestando al respecto:
El presidente dio una opinión personal. Yo, tal vez, difiero un poco en el sentido en que tengo un concepto de la familia como la célula básica de la sociedad.
(...) el matrimonio entendido como lo entiendo yo y como lo entiende la Iglesia, entre personas del mismo sexo, pues por supuesto que no estoy de acuerdo.
Con anterioridad, el 20 de marzo de 2010, cinco ministros de la administración Arias Sánchez solicitan al Presidente impulsar el proyecto de ley 16.390. Ellos son María Luisa Ávila Agüero (Salud), Leonardo Garnier (Educación), Roberto Gallardo (Planificación), Marco Vinicio Ruiz (Comercio Exterior) y María Elena Carballo (Cultura).
El grupo llamado «Observatorio Ciudadano» toma las fotografías de cada uno de los ministros y en un campo pagado en un periódico nacional,  solicita   a Arias no escuchar tal  solicitud.
El obispo José Francisco Ulloa, presidente de la Comisión Nacional de Pastoral Familiar, escribe a Arias para decirle que:
(...) reconocer legalmente la unión entre dos personas del mismo sexo es una afrenta para la sociedad.
Nos preocupa que este proyecto llamado ‘sociedades de convivencia’ es un proyecto maquillado, igual que el de uniones civiles. Solo le cambiaron el nombre. En el fondo quieren homologarse con la figura del matrimonio. No hay ninguna distinción.
Por supuesto que nos preocupa que gente del Gobierno vaya proponiendo estos proyectos que van en contra de los principios cristianos y, sobre todo, contra la ley natural. No es un capricho de la Iglesia. Otros hermanos cristianos también están preocupados.
La Ministra de Salud, María Luisa Ávila Agüero declara que respeta el criterio de la Iglesia, pero lamenta que este vaya acompañado de intolerancia contra la posibilidad de discutir el tema en el Congreso. Al respecto indica:
Jesucristo predicó la tolerancia y el respeto por todos. Uno debería ser más cristiano en ese sentido.
El Ministro de Planificación, Roberto Gallardo, indica que esta no es una discusión religiosa, sino centrada en los derechos humanos, agregando las siguientes palabras:
Son cientos, si no miles de parejas a las cuales se les coartan derechos básicos. Nadie está hablando de adopción ni de matrimonio, sino de poder pedir un crédito mancomunado en un banco. Eso es todo.
Grupos organizados por los derechos de los homosexuales celebran el apoyo del Presidente Arias al proyecto de ley, entre ellos Abelardo Araya, presidente del grupo llamado «Movimiento Diversidad».

## Referéndum para la aprobación o rechazo del Proyecto
El Tribunal Supremo de Elecciones de Costa Rica (TSE) da curso el 30 de julio de 2008 a dos solicitudes para llevar a un referéndum nacional la decisión de si se legalizan las uniones entre personas homosexuales, que pasa a trámite bajo el Expediente N.º 195-E-2008.
El 26 de mayo de 2010, el presidente del TSE, Luis Antonio Sobrado, informa en una conferencia de prensa que la solicitud para someter a referéndum el Proyecto de Ley N°16.390 podría llevarse a cabo el domingo 5 de diciembre de 2010, mismo día de la elección de alcaldes. Asegura que faltaban pocas firmas de las 136.750 necesarias para iniciar la convocatoria al referéndum, y que realizarlo junto con esos comicios ahorraría recursos.
Este referéndum genera diversas opiniones que se pueden resumir en dos corrientes:
1. Los que están en contra, por estimar que los derechos de las minorías no deben ser sometidos a una consulta popular de esta naturaleza.
2. Los que están a favor, por estimar que la Unión Civil no contempla ninguna clase de derecho específico y que en su lugar, atenta contra el valor de la familia tradicional.

La Defensoría de los Habitantes presenta una Acción de Inconstitucionalidad en contra del artículo  2 de la Ley de Regulación del Referendo, pues en ese artículo no se contempla como una excepción a la materia consultable lo referido a los derechos humanos, lo cual violenta el artículo 105 de la Constitución Política de Costa Rica y el derecho internacional. En un comunicado de prensa señalan:
Para la Defensoría, el mecanismo del referendo no puede ser legítimamente empleado para poner en tela de duda si un determinado grupo de habitantes tiene, o no, la titularidad de derechos civiles, sociales y económicos.
La Sala Constitucional declara ilegal el referéndum el 10 de agosto de 2010, después de acoger un recurso de amparo presentado por el abogado Esteban Quirós Salazar.
El Proyecto de Ley de Uniones Civiles en Costa Rica (expediente N°16.390) es un proyecto que se discutió en la Asamblea Legislativa y que reconocería las uniones de parejas del mismo sexo en la figura de unión civil. En el proyecto se reconoce el derecho de las parejas del mismo sexo a unirse civilmente para llevar la vida en común, para la cooperación y el mutuo auxilio. 
Este proyecto se presentó a la corriente legislativa en el año 2005, y fue firmado por Ana Helena Chacón (en ese momento diputada por el Partido Unidad Social Cristiana, José Merino del partido Frente Amplio y Carlos Gutiérrez del Movimiento Libertario.  Este proyecto fue uno de los primeros esfuerzos por legislar sobre la unión de personas del mismo sexo, casi diez años antes que el proyecto que inició el Frente por los Derechos Igualitarios, y fue archivado el 2010, sin haber sido votado en el plenario legislativo.
Un referéndum sobre el mismo iba a ser llevado a cabo en diciembre del año 2010 organizado por las iglesias cristianas, sin embargo una acción de inconstitucionalid acogida por la Sala Constitucional detuvo la consulta al considerar que la legislación de Derechos Humanos no puede someterse a consulta.

## Proyecto de ley bajo consulta popular

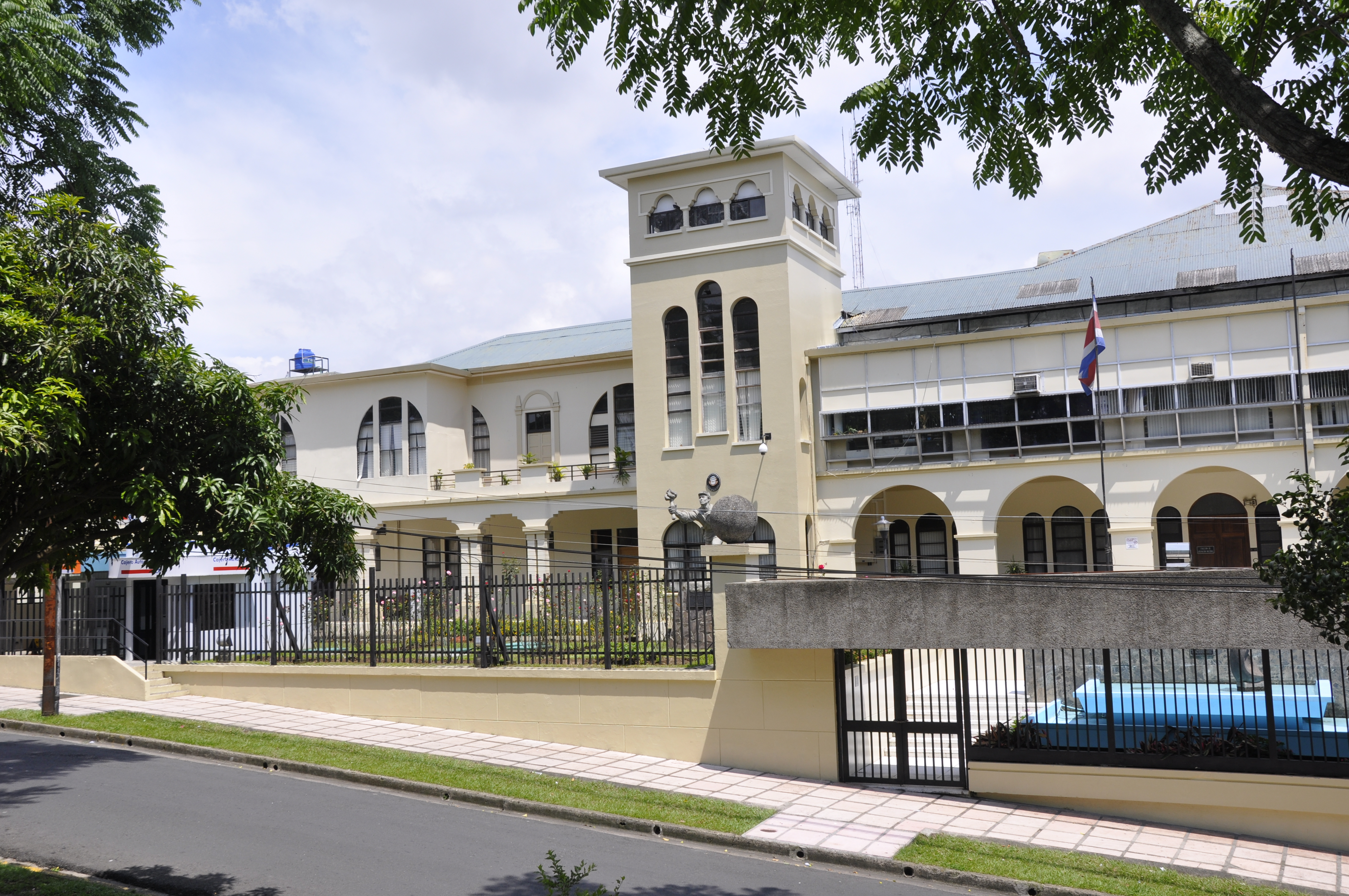
La Asamblea Legislativa de Costa Rica tiene dos proyectos de ley en trámite sobre las Uniones Civiles entre personas del mismo sexo

El proyecto de ley que se hubiera sometido a consulta es el que se tramita en el expediente 16.390, presentado ante la Asamblea Legislativa de Costa Rica el 27 de septiembre de 2006. El proyecto es enviado a la Comisión Especial de Derechos Humanos y sale publicado en La Gaceta N°214 de 8 de noviembre de 2006.

## Proyecto alternativo de Sociedades de Convivencia
El proyecto de Ley 17.668 «Ley de Sociedades de Convivencia», es presentado ante la Asamblea Legislativa el 27 de septiembre de 2006 y contiene una versión simplificada del expediente N°16.390. Este proyecto no ha sido publicado en La Gaceta y por lo tanto no será parte de la consulta popular, según palabras del propio presidente del Tribunal Supremo de Elecciones de Costa Rica, Luis Antonio Sobrado González.

## Consulta popular
El Referéndum sobre la Ley de Uniones Civiles en Costa Rica de 2010 fue convocado por el Tribunal Supremo de Elecciones de Costa Rica y apoyado por las iglesias y partidos cristianos y católicos para evitar la aprobación del proyecto de ley que actualmente se tramita en la Asamblea Legislativa. Este referéndum se hubiera llevado a cabo el 5 de diciembre de 2010, aprovechando que para esa misma fecha están convocadas las Elecciones municipales de Costa Rica de 2010. La Sala Constitucional declara ilegal el referéndum el 10 de agosto de 2010, después de acoger un recurso de amparo presentado por el abogado Esteban Quirós Salazar.

### Cronología de la consulta

#### 2008

##### Julio
El Tribunal Supremo de Elecciones de Costa Rica (TSE) da curso el 30 de julio de 2008 a dos gestiones diferentes de Víctor Emilio Granados Calvo por una parte y Alexandra Loría Beeche, Jorge Fisher Aragón, Gustavo Edwards Valerín y Cleto Lacey Lacey por otra, quienes piden que se lleve a cabo un referéndum nacional para determinar si se legalizan las uniones entre personas homosexuales, de conformidad con el proyecto de ley que se tramita bajo el Expediente N° 195-E-2008.
El abogado Granados Calvo es secretario general del Partido Accesibilidad sin Exclusión (PASE), al que pertenece Óscar López Arias, Diputado en el período 2006-2010. Dentro de las justificaciones para esta consulta, señaló:

Un tema tan controversial, capaz de provocar divisiones en el seno de la sociedad y la familia costarricense, no debe ser objeto de discusión, aprobación o rechazo de tan solo 57 diputados (...) Deben ser las mayorías sociales las que tomen este tipo de decisiones trascendentales

##### Septiembre
El Departamento de Servicios Técnicos de la Asamblea Legislativa de Costa Rica evacua una consulta del Tribunal Supremo de Elecciones, señalando que solo si votan 1,3 millones de costarricenses sería válido el referéndum para permitir o prohibir uniones civiles entre homosexuales.
Los magistrados del Tribunal Supremo de Elecciones (TSE) rechazan un «Recurso de Amparo Electoral» presentado por la Asociación Movimiento Diversidad pro Derechos Humanos y Salud, que estima injusto someter a la voluntad de la mayoría popular la aprobación o denegación de nuevas garantías para un grupo social minoritario.
Se presenta un nuevo «Recurso de Amparo Electoral» por parte de Alberto Cabezas, vecino de Santo Domingo de Heredia, quien señala en que los centros educativos del país carecen de las condiciones de accesibilidad necesarias para que las personas discapacitadas ejerzan su derecho de depositar el voto.

##### Noviembre
El Tribunal Supremo de Elecciones autoriza el formulario para la recolección de firmas de apoyo al referéndum. Los impulsores de la propuesta deben recolectar al menos 136.751 firmas, que significa el 5% del padrón registrado hasta agosto de 2008, compuesto por 2.735.010 electores.

#### 2010

##### Febrero
Siendo ya presidenta electa, Laura Chinchilla Miranda reafirma su posición en contra de la iniciativa de ley para legalizar las Uniones Civiles, como parte de los puntos comunes con los diputados electos Carlos Avendaño y Justo Orozco, representantes de una parte de la comunidad evangélica del país.

##### Marzo
Los diputados Carlos Gutiérrez, del Movimiento Libertario; Ana Elena Chacón, de la Unidad Social Cristiana (PUSC), y José Merino, de Frente Amplio, envían una nota a la secretaría del Directorio Legislativo solicitando el retiro de sus firmas del proyecto de Ley de Sociedades de Convivencia. Con esa petición el proyecto carecería de los requisitos suficientes para continuar su trámite en la Comisión de Derechos Humanos del Parlamento, por lo que sería enviado al archivo.
El diputado y pastor evangélico Guyón Massey, del partido Restauración Nacional, anuncia que como miembro de la Comisión de Derechos Humanos se opondrá a que el proyecto de sociedades de convivencia entre homosexuales sea enviado al archivo, vetando así las intenciones de los diputados que lo propusieron.

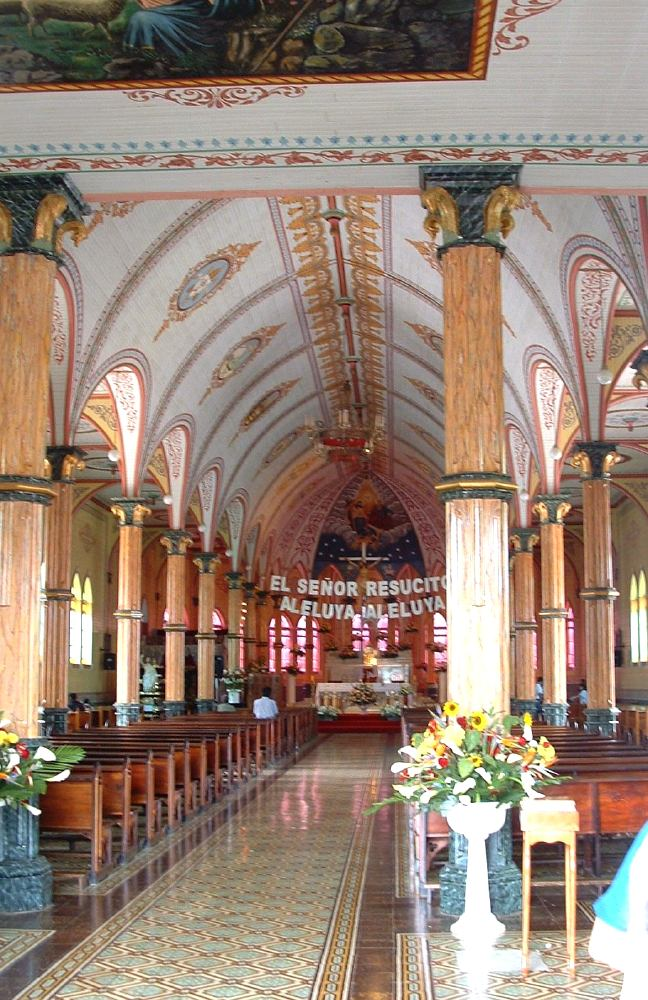
La Iglesia Católica ha promovido la campaña para la recolección de firmas a favor del Referéndum, por medio de las misas dominicales

Si el tema del matrimonio entre homosexuales se vota ‘No’ en un referéndum, como estamos seguros que sucedería, nos aseguraremos que no se volverá a presentar ninguna otra iniciativa de este tipo en nuestro país. Por eso nos interesa que el gobierno no convoque más el proyecto.

##### Mayo
Las autoridades de la Iglesia católica avalan aprovechar las misas para la recolección de las firmas necesarias para celebrar el referéndum. Mauricio Granados, Canciller de la Curia Metropolitana reconoce que la Iglesia se ha valido de las homilías para expresar su posición en contra del reconocimiento legal a uniones homosexuales.
El Tribunal Supremo de Elecciones reporta el faltante de las 31.000 firmas necesarias, las cuales deberían entregarse antes del 16 de junio de 2010.

##### Junio
La Defensoría de los Habitantes hace público el 2 de junio de 2010 un comunicado donde indica que la consulta popular sobre ese tema es «un acto discriminatorio en sí mismo». La razón principal de la Defensoría de los Habitantes es que el referéndum pondría «en riesgo el pleno goce de los derechos fundamentales de un sector de la población», si el resultado de la consulta fuese negativo.
La abogada Alexandra Loría Beeche considera muy grave el pronunciamiento de la Defensoría de los Habitante e incluso valora la posibilidad de plantear un recurso de amparo electoral, por estimar que se ha violado la ley de Referéndum:

Es mi opinión que la Defensora de los Habitantes ha violado el artículo 20 de la Ley de Referéndum que prohíbe a los órganos públicos manifestarse a favor o en contra de los textos o proyectos sometidos a la consulta del referéndum

El 4 de junio de 2010, el Tribunal Supremo de Elecciones (TSE) y la Cancillería anuncian que habilitará urnas en 45 consulados para que costarricenses en el extranjero puedan votar en el referendo sobre la legalización de las uniones entre personas del mismo sexo. Se estima que, al menos, 20.000 costarricenses que viven en otras naciones podrán participar en la consulta popular.
El 8 de junio de 2010, la abogada Alexandra Loría Beeche presenta al Tribunal Supremo de Elecciones 57.000 firmas solicitando el Referéndum, lo que sobrepasa el requisito puesto por esa autoridad de recabar al menos 31.000.
El 17 de junio de 2010, el Movimiento Diversidad presenta una recusación en contra del Magistrado Luis Antonio Sobrado González, porque el jerarca del TSE detalló la fecha y preparativos de la consulta popular cuando sus promotores no habían concluido aún la presentación de requisitos, principalmente, la recolección de al menos 31.000 firmas de respaldo.
El 22 de junio de 2010, el ciudadano Esteban Quirós Salazar presenta un Recurso de Amparo contra el TSE, argumentando que un referéndum no puede resolver asuntos relacionados con derechos humanos, pues hay tratados internacionales suscritos por Costa Rica que establecen la obligatoriedad de los Estados de eliminar cualquier discriminación por orientación sexual. Señala que esos tratados superan cualquier contenidos de leyes nacionales, incluida la Constitución Política, por lo cual debería interpretarse la imposibilidad de llevar a consulta popular un proyecto de ley sobre derechos de los homosexuales.
El 24 de junio de 2010, la Defensoría de los Habitantes presenta ante la Sala Constitucional una Acción de Inconstitucionalidad para impedir que se lleve a cabo el referéndum. El 26 de junio de 2010, el Defensor Adjunto, Luis Fallas Acosta, publica un artículo de opinión explicando la posición de la Defensoría de los Habitantes en este caso. En el comunicado de prensa que emiten, resumen los argumentos para esta Acción de inconstitucionalidad de la siguiente manera:

Para la Defensoría, el mecanismo del referéndum no puede ser legítimamente empleado para poner en tela de duda si un determinado grupo de habitantes tiene o no la titularidad de derechos civiles, sociales y económicos, en el tanto la existencia de los Derechos Humanos, son inherentes a la condición humana.
De esta forma, a criterio de la Defensoría, someter a referéndum la materia de Derechos Humanos es un acto jurídicamente inválido e inconstitucional en tanto implica una violación frontal a los límites impuestos a la potestad legislativa en el párrafo primero del artículo 105 de la Constitución Política, y al Derecho Internacional de los Derechos Humanos.
En ese sentido se recuerda que la Sala Constitución ha resuelto a favor de la progresividad de los derechos fundamentales y que éstos no se encuentran sujetos a criterios de oportunidad o a la aceptación popular, sino más bien, es una obligación que emana directamente del Derecho de la Constitución.

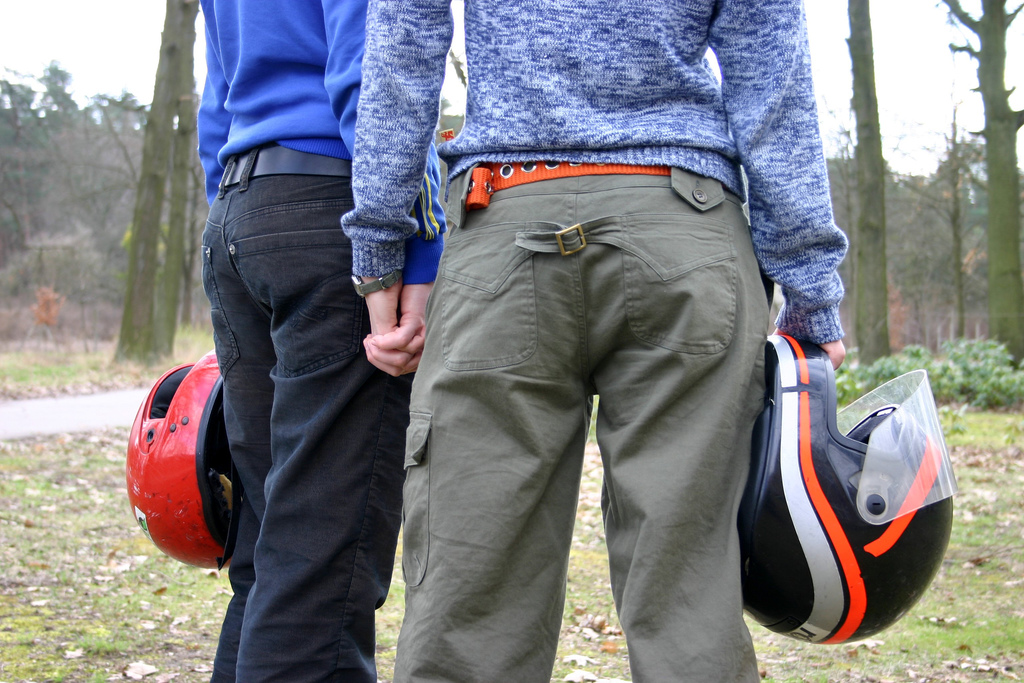
En diversos medios de prensa, las personas a favor y en contra de las uniones civiles se han pronunciado escribiendo artículos de opinión

El 26 de junio de 2010, Luis Antonio Sobrado González, Presidente del Tribunal Supremo de Elecciones, sostiene que el Referéndum no se trata de una consulta para plebiscitar si existen o no los derechos de los homosexuales. El caso del Referéndum, asevera que sería para definir si el conjunto de la población acepta o rechaza un proyecto de ley que, antes que recortar los derechos de ciudadanos costarricenses, eventualmente podría ampliarlos.
Cuatro magistrados del Tribunal Supremo de Elecciones (TSE) rechazan el 28 de junio de 2010 una solicitud de apartar al presidente de esa entidad, Luis Antonio Sobrado, de las decisiones en torno al referéndum.
La Sala Constitucional rechaza de plano las dos Acciones de Inconstitucionalidad interpuestas Yashin Castrillo y por la Defensora de los Habitantes, Ofelia Taitelbaum contra el referéndum. El magistrado Jinesta Lobo y la magistrada Pacheco Salazar salvan el voto y ordenan darles curso a las acciones.

##### Julio
Pese al rechazo de las dos Acciones de Inconstitucionalidad presentadas por la Defensoría de los Habitantes y por el abogado Yashin Castrillo, la Sala Constitucional da curso el 1 de julio de 2010 al Amparo que había presentado el ciudadano Esteban Quirós Salazar. El proceso queda suspendido de manera temporal por decisión de los siete magistrados mientras otorgan al TSE tres días para presentar su descargo.
El 5 de julio de 2010 el Tribunal Supremo de Elecciones de Costa Rica responde el recurso de Amparo de Esteban Quirós y plantea como eje de su respuesta dos ideas centrales:

1.  La Sala Constitucional no es quién para prohibir celebrar un referendo, pues las disposiciones del TSE en materia electoral son “irrecurribles”, como  mencionan numerosas resoluciones.
2.  Dejar que el pueblo vote a favor de un proyecto vinculado a derechos humanos no es discriminatorio, porque el pueblo es soberano y delega su representación en los diputados, sus representantes. Y, ¿cómo es que que el soberano no puede decidir sobre un asunto que sí puede resolver su representante? Además, los prejuicios pueden estar presentes en un referendo, pero también en el Congreso.

El 14 de julio el Tribunal Supremo de Elecciones hace un llamado a la Sala Constitucional para que resuelva pronto el recurso de amparo que presentó el abogado Esteban Salazar en contra de decidir en un referéndum la validez legal de las uniones civiles homosexuales. Mientras la Sala constitucional tenga en estudio el tema, el TSE está inhibido de hacer la convocatoria.
El Consejo Universitario de la Universidad Nacional de Costa Rica se manifiesta en contra del referéndum indicando que «no pretende fomentar la igualdad, la equidad, la justicia y la libertad de todas las personas, sino por el contrario, tergiversar un instrumento jurídico legítimo para fomentar la exclusión y violentar los derechos humanos de un grupo minoritario de la sociedad».

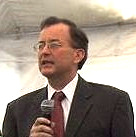
El excandidato del PAC, Ottón Solís Fallas, acude a la Sala Constitucional a pedir que no se lleve a cabo el referéndum sobre las Uniones Civiles.

El 26 de julio se lleva a cabo un debate en Telenoticias, conducido por el periodista Rodolfo González, entre Alexandra Loría Beeche, promotora del referédum y Ana Elena Chacón Echeverría, exdiputada, corredactora del proyecto de Ley N°16.390.
El 28 de julio, organizaciones como el Centro de Investigación y Promoción para América Central de Derechos Humanos (CIPAC) y la Colectiva por el Derecho a Decidir, que luchan por los derechos de comunidades homosexuales, realizan una conferencia de prensa donde condenan la realización de un referéndum sobre la unión civil entre personas del mismo sexo. En ese mismo momento presentan una campaña publicitaria contra lo que denominan “etiquetas” impuestas por la sociedad sobre todo a las mujeres, conformando dicha campaña bajo el nombre “No me etiquete”.

##### Agosto
El excandidato del Partido Acción Ciudadana, Ottón Solís Fallas y su esposa Shirley Sánchez Mora, presentan una coadyuvancia ante la Sala Constitucional para respaldar el recurso de amparo interpuesto por el abogado Esteban Quirós Salazar en contra del referéndum, argumentando que el la consulta popular «es un llamado a diferenciar en detrimento de los derechos y dignidad humana de quienes no tienen la misma orientación sexual de la mayoría».
El TSE anuncia que se ha corroborado la validez de más de 150.000 firmas de ciudadanos que apoyan la realización del referéndum para aprobar o rechazar las uniones civiles entre personas del mismo sexo. Esa cantidad de firmas excede las 130.000 que eran necesarias para la procedencia del trámite. También se advierte que si la Sala Constitucional no resuelve el amparo presentado en contra antes de que termine agosto, será muy difícil lograr unificar ese proceso con las elecciones de alcaldes de diciembre.
El 8 de agosto, el exvicepresidente Kevin Casas Zamora publica un artículo de opinión en La Nación, que se titula ¿Por qué me opongo al referéndum?, en el cual desarrolla su punto de vista y concluye diciendo: «Quienes se oponen a las uniones civiles de personas del mismo sexo están librando una batalla que inevitablemente perderán en el largo plazo, como antes la perdieron quienes se opusieron a la emancipación de los esclavos, el sufragio de las mujeres o los derechos civiles de la población negra. Más aún, como la están perdiendo hoy, en otros países, incluso de América Latina, quienes insisten en discriminar a las personas por motivo de su orientación sexual. Los proponentes de este referéndum deben saber que, a lo sumo, están peleando por tiempo.»
El 10 de agosto a las 00:30 GMT la Sala Constitucional de Costa Rica declara inconstitucional el referéndum, comunicando que «Las personas que tienen relaciones con una pareja del mismo sexo son un grupo en desventaja y objeto de discriminación que precisa del apoyo de los poderes públicos para el reconocimiento de sus derechos constitucionales».

#### 2013
Podemos leer en este documento de la Universidad de Costa Rica lo siguiente:
"Desde la creación en Costa Rica del Frente por los derechos igualitarios (FDI) en el año 2013 las diferentes organizaciones, colectivos y algunas y algunos activistas independientes han centrado su fuerza politica en un proyecto de iniciativa popular en pro de la legalizacion del matrimonio igualitario"

#### 2015

##### Diciembre
En diciembre de 2015, organizaciones sociales presentaron una iniciativa de matrimonio igualitario. El proyecto que inició el Frente por los Derechos Igualitarios contó con la firma de 12 Diputados y Diputadas de 3 partidos políticos distintos: Por el Partido Acción Ciudadana firmaron Franklin Corella, Marcela Guerrero, Marvin Atencio, Epsy Campbell, Henry Mora y Víctor Morales. Por el Frente Amplio firmaron Edgardo Araya, Ligia Fallas, Patricia Mora, Jorge Arguedas y José Francisco Camacho. Por el Partido Liberación Nacional firmaron Ronny Monge y Carlos Arguedas.
"El presente proyecto de ley tiene por objetivo acabar con la discriminación histórica de la que han sido objeto las personas gays, lesbianas y bisexuales en el reconocimiento de sus relaciones de pareja"
"La iniciativa busca que de una vez en Costa Rica se instituya el matrimonio entre personas del mismo sexo, lo cual busca que se cumplía con el principio de igualdad ante la ley y que no exista más discriminación, según expresó Margarita Salas, una de las voceras del Frente por los Derechos Igualitarios.
Concretamente la presentación del proyecto de ley es producto del al esfuerzo de una gran cantidad de organizaciones no gubernamentales (ONG) que componen el Frente por los Derechos Igualitarios, como el Movimiento Invisibles, Movimiento Diversidad, Centro de Investigación y Promoción en Derechos Humanos para América Central (CIPAC), Colectiva por el Derecho a Decidir (CPDD), el Beso Diverso o la Acción Estratégica por los Derechos Humanos (ACCEDER)."

## Opiniones diversas en medios de comunicación
En esta sección se recogen opiniones a favor y en contra del Referéndum, así como otras opiniones sobre las Uniones Civiles que no necesariamente se refieren al tema de la consulta popular.

### Opiniones a favor del Referéndum
- Loría Beeche, Alexandra (10 de junio de 2010). «Democracia participativa». La Nación.com. Archivado desde el original el 15 de junio de 2010. Consultado el 28 de junio de 2010.
- Román Jacobo, Gustavo (16 de junio de 2010). «Un referéndum sin espantos». Semanario Universidad. Consultado el 2 de agosto de 2010. (enlace roto disponible en Internet Archive; véase el historial, la primera versión y la última).
- Rojas, Mario (25 de junio de 2010). «Tolerancia, diversidad y referéndum». La Nación.com. Archivado desde el original el 6 de julio de 2010. Consultado el 28 de junio de 2010. (A favor de las Uniones y a favor del Referéndum)
- Arturo Arce, Claudio (26 de junio de 2010). «Matrimonio y bienestar en la sociedad». La Nación.com. Archivado desde el original el 30 de junio de 2010. Consultado el 26 de junio de 2010.

### Opiniones en contra del Referéndum
- Fernández, Rosario (27 de febrero de 2009). «Los derechos de los otros son los nuestros». La Nación.com. Consultado el 26 de junio de 2010.
- Sáenz, Laurencia (30 de mayo de 2010). «Odioso integrismo». La Nación. Archivado desde el original el 4 de julio de 2010. Consultado el 28 de junio de 2010.
- Palacios Echeverría, Alfonso J. (8 de junio de 2010). «Tribunal Electoral y Homofobia (I PARTE)». informa-TICO. Archivado desde el original el 4 de marzo de 2016. Consultado el 28 de junio de 2010.
- González, Armando (12 de junio de 2010). «Sobre el referendo». La Nación.com. Archivado desde el original el 17 de junio de 2010. Consultado el 28 de junio de 2010.
- Sáenz, Laurencia (13 de junio de 2010). «Acechanzas del disparate». La Nación.com. Archivado desde el original el 17 de junio de 2010. Consultado el 28 de junio de 2010.
- Cascante Sequeiro, Deivi (15 de junio de 2010). «Iglesia, referéndum y tolerancia». La Nación.com. Archivado desde el original el 19 de junio de 2010. Consultado el 28 de junio de 2010.
- González, Armando (19 de junio de 2010). «Inútil referendo». La Nación.com. Archivado desde el original el 24 de junio de 2010. Consultado el 28 de junio de 2010.
- Fallas Acosta, Luis (26 de junio de 2010). «Referéndum y derechos humanos». La Nación.com. Archivado desde el original el 30 de junio de 2010. Consultado el 26 de junio de 2010.
- Ramírez Zamora, Luis Carlos (29 de junio de 2009). «Sobre la consulta popular y las Uniones Civiles entre personas del mismo sexo». Diario La Extra. Archivado desde el original el 3 de julio de 2010. Consultado el 29 de junio de 2010.
- Ramírez Zamora, Luis Carlos (30 de junio de 2010). «El referendo y la unión civil  entre personas del mismo sexo». La Nación.com. Archivado desde el original el 5 de julio de 2010. Consultado el 1 de julio de 2010.
- Feoli F., Marco F. (3 de julio de 2010). «Un referendo fuera de lugar». La Nación.com. Archivado desde el original el 7 de julio de 2010. Consultado el 5 de julio de 2010.
- Soto Zúñiga, Johnny (5 de julio de 2007). «Vía Socialdemócrata: El Referéndum y la protección de los derechos fundamentales». Actualidad noticiosa Costa Rica Hoy. Archivado desde el original el 17 de julio de 2010. Consultado el 5 de julio de 2010.
- Arguedas Ramírez, Gabriela (13 de julio de 2010). «La moralina juega al referéndum». La Nación.com. Archivado desde el original el 17 de julio de 2010. Consultado el 13 de julio de 2010.
- Paniagua Núñez, Álvaro (28 de julio a 3 de agosto de 2010). «Una afrenta a los derechos humanos». Semanario Universidad. Consultado el 2 de agosto de 2010. (enlace roto disponible en Internet Archive; véase el historial, la primera versión y la última).
- Delgado Faith, Alejandro (2 de agosto de 2010). «Privacidad: el derecho de los otros». La Nación. Archivado desde el original el 6 de agosto de 2010. Consultado el 2 de agosto de 2010.

### Posición del periódico La Nación
El 5 de junio de 2010, el periódico La Nación, uno de los más importantes de Costa Rica, publica un editorial en contra de la tramitación del referéndum para determinar si se aprueban las uniones civiles. Dentro de sus argumentos más destacados, indica el editorialista lo siguiente:

Las uniones civiles de parejas del mismo sexo no son el matrimonio como lo entendemos hasta ahora y ninguna denominación religiosa está obligada a aceptarlas para efectos de su práctica interna. Son un reconocimiento de las consecuencias prácticas, legales y económicas, de la convivencia. El propósito de sus impulsores es poner fin a la discriminación contra las parejas del mismo sexo en materias como los gananciales, herencias y beneficios de seguros, entre otros.

Esa discriminación ya ha sido juzgada como contraria a los derechos humanos en altas instancias internacionales, como el Tribunal Europeo, que condenó a Polonia por negar al miembro superviviente de una pareja homosexual el derecho a heredar las condiciones de un contrato de alquiler, como lo manda la ley para el caso de las parejas heterosexuales. Polonia, dijo el Tribunal por unanimidad, violó la Convención Europea de Derechos Humanos no solo por irrespeto al principio de igualdad, sino también por su intromisión en la vida privada y familiar.

Algunos días después, la abogada Alexandra Loría Beeche, uno de los dos abogados promotores del Referéndum, contesta el editorial del periódico con lo siguiente:

En una democracia participativa, el pueblo recupera –vía referéndum– una potestad que le es propia para ejercerla por sí mismo y no por medio de sus representantes.

Lo que indica el Editorial resulta absurdo: si no fuera lícito que el pueblo votara el proyecto de ley en un referéndum, tampoco sería lícito que lo votaran sus 57 representantes en la Asamblea Legislativa.

Por estar en presencia de un tema de especial relevancia social, todos los costarricenses tenemos derecho a opinar. El Tribunal Supremo de Elecciones, respetuoso de nuestras facultades constitucionales, no está haciendo otra cosa más que cumplir con la Constitución Política.

## Criterios de la Sala Constitucional
La Sala Constitucional, encargada de velar por la protección de los derechos fundamentales consagrados en la Constitución Política y en los demás instrumentos de Derecho internacional ratificados por Costa Rica, se ha pronunciado en diversas ocasiones sobre el tema de los derechos de los homosexuales. Ha emitido tres votos relevantes sobre las uniones entre personas del mismo sexo.

### Sentencia 2009-8909

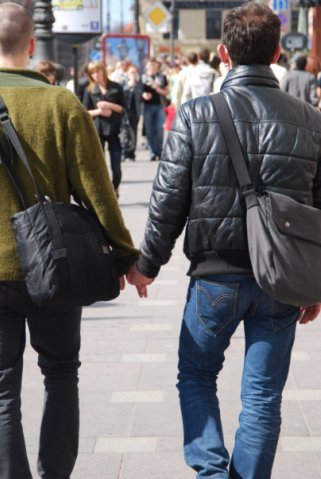
(...) la realidad demuestra que las parejas heterogéneas no están en la misma situación que las parejas homosexuales; consecuentemente, el legislador se encuentra legitimado para dar, en estos casos, un trato diferenciador. Sala Constitucional.

La sentencia 2009-8909 de las 14:43 horas del 27 de mayo de 2009, se dicta en una Acción de inconstitucionalidad interpuesta por Yashín Castrillo Fernández, contra el artículo 242  del Código de Familia.
El recurrente alega que el artículo 242 del Código de Familia es contrario a la Constitución Política en cuanto establece que la unión de hecho, para  ser reconocida, debe ser exclusivamente entre un hombre y una mujer que poseen  aptitud legal para contraer matrimonio, excluyendo a personas del mismo sexo, lo  contraviene algunos de sus derechos, como el derecho a constituir una familia y  recibir la protección del Estado, el derecho a los seguros sociales y consecuentemente el derecho a  la salud y a recibir pensión, los derechos y principios democráticos y  sociales del Estado de Derecho,  y finalmente el derecho a la igualdad y a no ser discriminado, previsto en el  artículo 33 de la Constitución Política.
La Sala Constitucional rechaza la acción por un aspecto de forma, al no existir un caso pendiente donde deba aplicarse la norma.

### Sentencia 2008-15431
La sentencia 2008-15431 de las 14:37 horas del 15 de octubre de 2008, resuelve un Recurso de Amparo presentado por «desconocido», para que no se permita efectuar el referéndum sobre las Uniones Civiles y que se ordene a la Asamblea Legislativa ejercer su poder de dictar las Leyes respeto del proyecto de unión civil  entre parejas del mismo sexo. Pretende que la Sala Constitucional dictamine si el proyecto atenta  contra la Constitución y en qué sentido, en especial respecto de la prohibición de adoptar menores y  que se aclare el concepto de familia. Asimismo, pretende que se obligue a Canal Siete dar  espacio para que los movimientos homosexuales puedan explicar el alcance de la  ley y que haya una disculpa pública por discriminar este tipo de población en un  programa que dedicó una hora a afirmar que se trata de personas enfermas.
La Sala Constitucional rechaza de plano el recurso, indicando que no pueden imponer a la Asamblea Legislativa el usar o no usar sus competencias y además indican que como el recurrente decidió ocultar su identidad, no se puede saber si tiene legitimación para recurrir, es decir, no se sabe si pertenece a un grupo homosexual.

### Sentencia 2006-7262
La sentencia 2006-7262 de as 14:46 horas de 23 de mayo de 2006, resuelve una Acción de inconstitucionalidad promovida por Yashín Castrillo Fernández, contra los artículos 14 inciso 6 del Código de  Familia y 176 del Código Penal.
La Sala Constitucional hace un examen de la institución de matrimonio, del contenido de esta institución en la Constitución Política y estiman que las normas impugnadas no pueden ser inconstitucionales, señalando:
(...) la realidad demuestra que las parejas heterogéneas no están en la misma situación que las parejas homosexuales; consecuentemente, el legislador se encuentra legitimado para dar, en estos casos, un trato diferenciador. En esta dirección, el Tribunal de Justicia de la Unión Europea, en la sentencia 05/98 de 17 de febrero de 1998 (Lisa Jacqueline Grant c/ South West Trains Ltd.), llegó a la conclusión de que las relaciones estables entre personas del mismo sexo que conviven sin que exista vínculo matrimonial, no están equiparadas a las relaciones entre cónyuges o entre personas de distinto sexo que conviven sin existir dicho vínculo.
(...) no se produce roce constitucional por no existir impedimento legal para la convivencia entre homosexuales, y la prohibición contenida en la normativa impugnada se refiere específicamente a la institución denominada matrimonio, que el constituyente originario reservó para las parejas heterosexuales, según se explicó. A pesar de lo dicho en el considerando III de esta sentencia en cuanto a la naturaleza y evolución histórica del matrimonio (que permite llegar a la conclusión contraria a las pretensiones del accionante), esta Sala descarta que haya impedimento de alguna naturaleza para la existencia de uniones homosexuales. Más bien, hay una constatación empírica para indicar que han incrementado. Con ello, se presenta un problema que no radica en la norma aquí impugnada sino, más bien, en la ausencia de una regulación normativa apropiada, para regular los efectos personales y patrimoniales de ese tipo de uniones, sobre todo si reúnen condiciones de estabilidad y singularidad, porque un imperativo de seguridad jurídica, si no de justicia, lo hace necesario.
Después de concluir que las normas impugnadas no son inconstitucionales, se declara sin lugar la acción en una votación de cinco contra dos. Salvan el voto el magistrado Vargas y el magistrado Jinesta declarando con lugar la acción, por lo que admiten el matrimonio entre  personas del mismo sexo, dejando a salvo algunos efectos jurídicos, tales como  la adopción de menores de edad y la patria potestad compartida de estos.

#### Voto Salvado del Magistrado Vargas Benavides

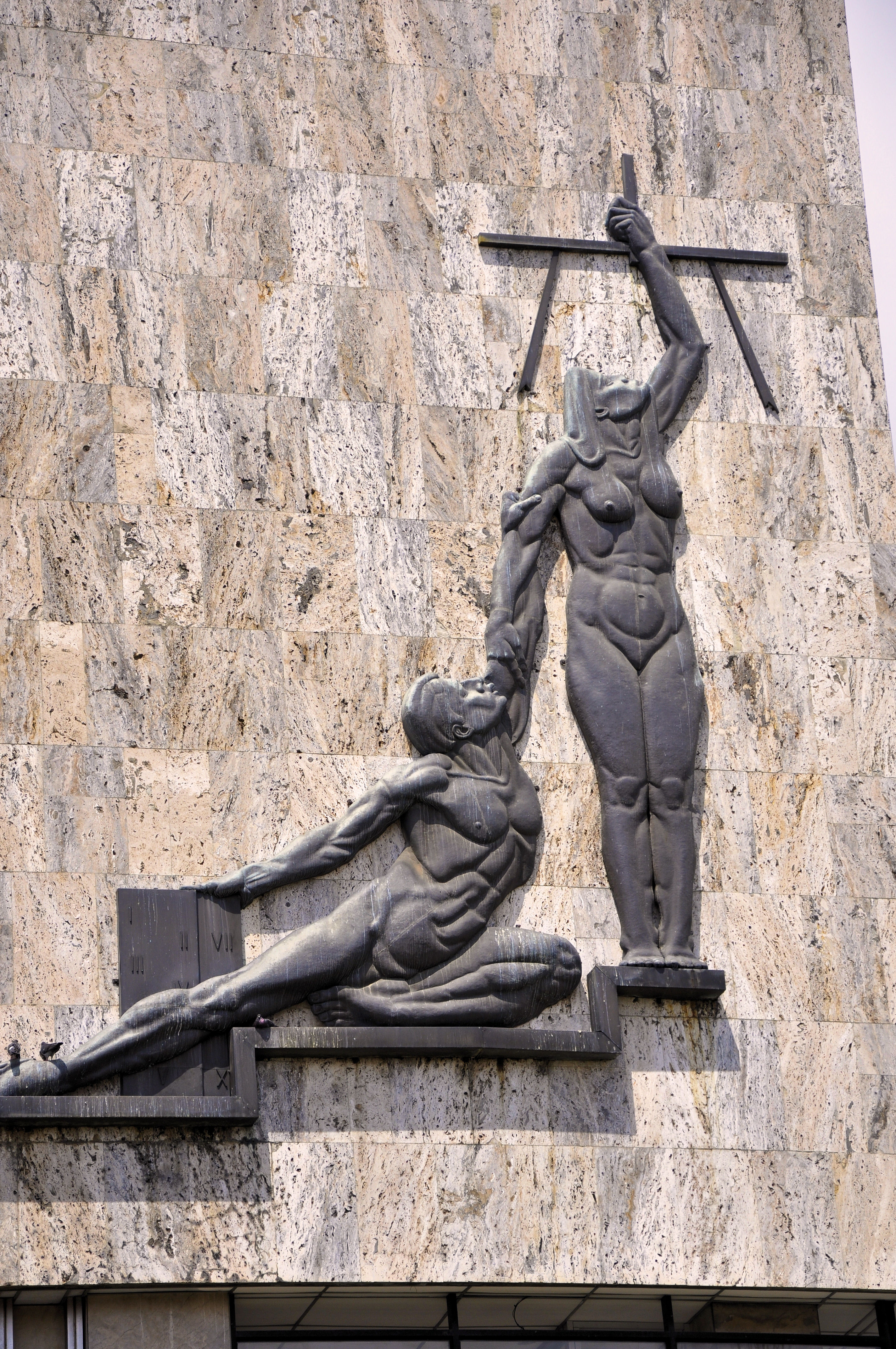
La Sala Constitucional de Costa Rica se ha pronunciado en diversas ocasiones sobre la Uniones Civiles

El Magistrado Vargas Benavides salva el voto y declara con lugar la Acción de Inconstitucionalidad indicando:
En la actualidad, las parejas  homosexuales no sólo necesitan un parco reconocimiento oficial, pues en todo  caso las preferencias sexuales se encuentran residenciadas en el ámbito de la  más íntima libertad, intocable para el legislador, sino también la intervención  del Estado para eliminar todas las barreras legales que continúan existiendo y  que les impiden ser tratados en forma igualitaria. No basta con que la minoría  homosexual ya no sea perseguida explícitamente para considerar que no es objeto  de discriminación. Además, los ordenamientos jurídicos deben evolucionar y  responder a las necesidades y realidades actuales, adecuándose a los principios más elementales que protegen al ser humano en su condición de tal.

#### Voto Salvado del Magistrado Jinesta Lobo
El Magistrado Jinesta Lobo salva el Voto y admite el matrimonio entre personas del mismo sexo, señalando en sus consideraciones que la Constitución Política debe interpretarse de acuerdo con su realidad presente, indicando además estos argumentos
Las personas que tienen una orientación sexual diferente a la social y culturalmente común -heterosexual- gozan de una serie de derechos fundamentales y humanos inherentes a su sola condición de persona y a su dignidad humana intrínseca. En efecto, uno de los valores y principios ancilares del Derecho de la Constitución lo constituye la dignidad sobre el cual se erige el edificio entero de la parte dogmática de la Constitución, esto es, de los derechos fundamentales de las personas.
El fundamento de los derechos humanos y fundamentales encuentra asidero en la dignidad intrínseca a todo ser humano y, desde luego, en el libre albedrío que le es consustancial. Toda persona tiene el derecho al libre desarrollo de su personalidad o a su propia autodeterminación, siendo una de sus principales manifestaciones la orientación sexual por la que opte, la cual forma parte de la esfera de intimidad o privacidad por lo que debe estar exenta de cualquier injerencia externa. Si la escogencia de una determinada orientación sexual forma parte del libre desarrollo de la personalidad, el Estado y sus instituciones deben adoptar todas aquellas medidas necesarias y pertinentes que la respeten y estimulen, de modo que no puede soslayarse la determinación que libremente adopta un grupo considerable de la población, propiciando una anomia e inseguridad jurídica.
En diciembre del año 2001 la Magistrada Ana Virginia Calzada da una entrevista al semanario El Financiero y en ese momento responde que no es posible el matrimonio homosexual en Costa Rica:
Yo creo que hay dos conceptos diferentes que entran en juego; una cosa es la unión entre dos personas y otra cosa puede ser la definición amplia de familia. En lo personal, creo que esa valoración depende de cada individuo.
En nuestra legislación no podría darse nunca la unión entre dos personas del mismo sexo porque, según nuestro concepto cultural y religioso del matrimonio, este se realiza entre un hombre y una mujer, y solo así se pueden adoptar niños.

### Noticias relevantes en la prensa
- Morales Echeverría, Sergio (1 de diciembre de 2001). «Para la magistrada Ana Virginia Calzada, el país está lejos de reconocer matrimonios entre homosexuales». El Financiero. Consultado el 28 de junio de 2010. (enlace roto disponible en Internet Archive; véase el historial, la primera versión y la última).
- Sequeira, Aarón (14 de mayo de 2009). «“Hay que apostar por todo para obtener mucho”». La Prensa Libre. Consultado el 28 de junio de 2010. (enlace roto disponible en Internet Archive; véase el historial, la primera versión y la última).
- Sequeira, Aarón (12 de mayo de 2010). «Homosexuales afirman que Iglesia no conoce proyecto que critica». La Prensa Libre. Consultado el 28 de junio de 2010. (enlace roto disponible en Internet Archive; véase el historial, la primera versión y la última).
- Rojas Zúñiga, Natalia (2 de junio de 2010). «Posible consulta popular del 5 de diciembre: Referendo de uniones homosexuales acrecentaría intolerancia en el país». Semanario Universidad. Archivado desde el original el 10 de julio de 2010. Consultado el 28 de junio de 2010.
- «Referendo uniones civiles del mismo sexo versus derechos humanos». informa-TICO. 5 de junio de 2010. Archivado desde el original el 4 de marzo de 2016. Consultado el 28 de junio de 2010.
- Román Jacobo, Gustavo (8 de junio de 2010). «TSE aclara sobre referendo». Semanario Universidad. Consultado el 28 de junio de 2010. (enlace roto disponible en Internet Archive; véase el historial, la primera versión y la última).
- «Ecologistas contra referendo para uniones civiles del mismo sexo». informa-TICO. 17 de junio de 2010. Archivado desde el original el 4 de marzo de 2016. Consultado el 28 de junio de 2010.
- Rojas Zúñiga, Nathalia (Semana 7 al 13 de julio de 2010). «Organizaciones acudirían a instancias internacionales; Señalan inutilidad de referendo sobre uniones homosexuales». Semanario Universidad. Archivado desde el original el 12 de julio de 2010. Consultado el 13 de julio de 2010.

- Datos: Q48781327